# Microbrouwerij Paeleman
Microbrouwerij Paeleman is een Belgische bierfirma te Wetteren in de provincie Oost-Vlaanderen.

## Geschiedenis
André Paeleman, een verpleegkundige, wonende te Wetteren volgde drie jaar brouwerijschool aan het CLB te Gent. In 1996 startte hij zijn eigen microbrouwerij op. In de gebouwen van een vroegere industriële bakkerij werd een brouwerij opgebouwd met oude inox melktanks en materiaal van onder andere Brouwerij Slagmuylder uit Ninove en Brouwerij Jawadde uit Ronse. Eén maal per week wordt er 750 liter bier gebrouwen. Het eerste bier dat op de markt kwam was Uitzet 1730, later gevolgd door Lam Gods, dat eerst een seizoenbier was (Kerstmis & Pasen) maar nu het gehele jaar door gebrouwen wordt. Daarna volgden de fruitbieren Uitzet Kriekbier en Druivenbier. Uitzet Kriekbier wordt nog gebrouwen in de microbrouwerij zelf terwijl Uitzet 1730 en Lam Gods in grotere hoeveelheden gebrouwen worden bij Brouwerij Van Steenberge te Ertvelde. Druivenbier wordt niet meer gebrouwen.

## Bieren
- Uitzet 1730, blonde tripel, 6,8% (gebrouwen door Brouwerij Van Steenberge)
- Uitzet Kriekbier, kriekenbier, 7,5%
- Lam Gods, dubbel, 6,8%/8% (gebrouwen door Brouwerij Van Steenberge)
- Kwets, blond, 6,8%, in opdracht van de gelijknamige vzw in Wetteren

Verdwenen uit het assortiment:
- Druivenbier, fruitbier, 6%